# Score
A Score az amerikai progresszív metal együttes Dream Theater 2006-ban megjelent koncertalbuma és -videója, amely a zenekar fennállásának 20. évfordulója alkalmából a New York-i Radio City Music Hallban 2006. április 1-jén adott koncertjének teljes felvételét tartalmazza.
A jubileum apropóján számos különlegességgel készült az együttes erre a fellépésre. Többek között elhangzott két kiadatlan dal: az 1986-ban született "Another Won" és az 1997-es keltezésű "Raise the Knife". Előbbi még a Majesty-korszakban született, utóbbi pedig a Falling into Infinity albumról maradt le.
A koncert második felében (CD 2-3) a Dream Theater kiegészült a Jamshied Sharifi vezényelte, Octavarium Orchestra névre keresztelt, 30 tagú szimfonikus zenekarral, és az ebben a részben szereplő dalokat az eredetitől eltérő hangszerelésben adták elő. A Six Degrees of Inner Turbulence dupla stúdióalbum 41 perces címadó számát első alkalommal ezen a koncerten adták elő élőben.
A Score videóváltozata a koncertfelvétel mellett tartalmazza a "The Score So Far..." című dokumentumfilmet is, amelyben az együttes jelenlegi és egykori tagjai mesélik el a Dream Theater történetét a kezdetektől napjainkig.

## Scorealbum (3CD)
CD 1
1. "The Root of All Evil" – 8:22
2. "I Walk Beside You" – 4:10
3. "Another Won" – 5:22
4. "Afterlife" – 5:56
5. "Under a Glass Moon" – 7:28
6. "Innocence Faded" – 5:36
7. "Raise the Knife" – 11:43
8. "The Spirit Carries On" – 9:46

CD 2
1. "Six Degrees of Inner Turbulence" – 41:33
2. "Vacant" – 3:01
3. "The Answer Lies Within" – 5:35
4. "Sacrificed Sons" – 10:38

CD 3
1. "Octavarium" – 27:16
2. "Metropolis Pt. 1" – 10:39

## Scorevideó (2DVD)
DVD 1
1. "The Root of All Evil" – 9:32
2. "I Walk Beside You" – 4:10
3. "Another Won" – 5:40
4. "Afterlife" – 7:28
5. "Under a Glass Moon" – 7:27
6. "Innocence Faded" – 6:16
7. "Raise the Knife" – 11:51
8. "The Spirit Carries On" – 9:37
9. "Six Degrees of Inner Turbulence" – 41:26
10. "Vacant" – 3:03
11. "The Answer Lies Within" – 5:36
12. "Sacrificed Sons" – 10:36
13. "Octavarium" – 27:29
14. "Metropolis Pt. 1" – 11:16
15. Credits – 2:53

DVD 2
- "The Score So Far..." (20th Anniversary Documentary) – 56:25
- Octavarium Animation – 3:06
- "Another Day" (Live in Tokyo – 1993. augusztus 26.) – 4:47
- "The Great Debate" (Live in Bucharest – 2002. július 4.) – 13:37
- "Honor Thy Father" (Live in Chicago – 2005. augusztus 12.) – 9:47

## Közreműködők
- James LaBrie – ének
- John Petrucci – gitár és háttérvokál
- John Myung – basszusgitár
- Mike Portnoy – dobok és háttérvokál
- Jordan Rudess – billentyűs hangszerek

## Külső hivatkozások
- Dream Theater hivatalos oldal
- Encyclopaedia Metallum – Dream Theater: Score album
- Encyclopaedia Metallum – Dream Theater: Score videó